# Chrono Trigger
Chrono Trigger (クロノ・トリガー Kurono Torigā?) es un videojuego de rol desarrollado y publicado por Square para la videoconsola Super Nintendo Entertainment System (SNES). Es el primero de los títulos que componen la saga Chrono. Fue lanzado por primera vez el 11 de marzo de 1995 en Japón y el 22 de agosto de 1995 en Estados Unidos. La historia del juego sigue a un grupo de jóvenes aventureros que fueron transportados a través del tiempo accidentalmente y descubrieron que el mundo iba a ser destruido en un futuro lejano. Jurando prevenir este desastre, viajan a través de distintas épocas para descubrir la forma de salvar al planeta.
Chrono Trigger fue diseñado por un grupo llamado Dream Team (Equipo de ensueño) o Dream Project (Proyecto de ensueño) que estaba conformado por Hironobu Sakaguchi, Kazuhiko Aoki y el compositor Nobuo Uematsu, conocidos por su trabajo en la saga Final Fantasy, y Yuuji Horii y el artista Akira Toriyama, conocidos por su trabajo en la saga Dragon Quest, y particularmente este último, por el manga Dragon Ball.
Al tiempo de su lanzamiento, ciertos aspectos de Chrono Trigger fueron vistos como revolucionarios — incluyendo los múltiples finales, aventuras secundarias relacionadas con la trama que se concentraban en el desarrollo de los personajes, un sistema de batalla único, y gráficos detallados. Sigue siendo reconocido por muchos fanáticos como uno de los mejores juegos de todos los tiempos, y fue relanzado por Square en Japón para la consola Sony PlayStation en 1999. En 2001, fue lanzado en Estados Unidos como parte de Final Fantasy Chronicles para la PlayStation, el cual también incluye a Final Fantasy IV. El 25 de noviembre de 2008 fue lanzado nuevamente para el sistema Nintendo DS. Posteriores versiones fueron lanzados en teléfonos móviles, consola virtual, PlayStation Network, iOS, Android y Microsoft Windows.

## Modo de juego
Chrono Trigger presenta el modo de juego estándar de un videojuego de rol, pero con varias innovaciones. Como con muchos RPGs, el jugador toma control del protagonista y sus compañeros a lo largo de un universo de ficción bidimensional, que consiste en varios bosques, ciudades y calabozos. La navegación está conducida por un mapa del mundo visto desde arriba, que representa el paisaje desde una vista aérea escalada. Lugares tales como ciudades y bosques están representados por mapas escalados más realistas, en los cuales el jugador puede conversar con la gente local para procurarse ítems y servicios, resolver enigmas y desafíos o encontrarse con enemigos. Sin embargo, el modo de juego de Chrono Trigger se desvía de aquel del RPG tradicional en que, más que tener encuentros aleatorios, muchos enemigos están visibles en el mapa, o esperan escondidos para emboscar al grupo. El contacto con el enemigo inicia una batalla que ocurre directamente en el mapa mismo en vez de en una pantalla de batalla separada.
En Chrono Trigger, existen habilidades que pueden atacar física o mágicamente a los enemigos, pero hay objetos para recuperar o defender de ciertos ataques. Cada unidad tiene su HP, y los personajes se desmayan si su HP cae a 0. Solo se puede entrar 3 personajes a la batalla y los personajes que no entraron recibirán la mitad de experiencia al terminar la batalla. Si, al terminar o escapar un combate, un personaje fuese eliminado, revivirá con HP 1, pero el juego se acaba si los 3 personajes (salvo eventos) fuesen eliminados. Fuera de batallas, los personajes tienen sus armas únicas, cascos y armaduras divididas por sexaje y accesorios, pero los accesorios y objetos clave no pueden ser vendidos. Algunos accesorios recortan costo SP o aumenta HP MAX, detectan HP del enemigo, o mejoran parámetros.
Chrono Trigger actualizó el sistema ATB (Batalla en tiempo activo, Active Time Battle) -heredada de la saga de juegos de Square, Final Fantasy, que fue diseñada por Hiroyuki Itō para Final Fantasy IV- a su versión 2.0. Cada personaje puede actuar en la batalla cuando su temporizador personal —que depende de sus atributos en velocidad— llega a cero. La magia y las técnicas físicas especiales —como las habilidades con espadas— están manejadas a través de un sistema de técnicas. Estas utilizan SP (puntos de magia) del personaje, y generalmente afectan solo un área; algunos hechizos dañan monstruos dentro del alcance del usuario o del primer objetivo, mientras que otros pueden dañar a los que se encuentran formados en línea. Los enemigos generalmente cambian de posición durante el transcurso de la batalla, lo que crea oportunidades para usar tácticamente las técnicas. Un rasgo único del sistema de técnicas del Chrono Trigger, son las numerosas técnicas cooperativas que se pueden utilizar. Cada personaje recibe 8 técnicas personales que se pueden usar en conjunto con las de otros para crear dobles y triples, que tienen un efecto mayor. Por ejemplo, la técnica "Ciclón" de Crono, se puede combinar con "Lanzallamas" de Lucca para crear "Torbellino de Fuego". Cuando los personajes con técnicas compatibles tienen los suficientes SP para realizarlas, y pueden actuar, el juego automáticamente muestra el combo como una opción.
Chrono Trigger presenta otros rasgos únicos en su modo juego, incluyendo el viaje a través del tiempo. El jugador tiene acceso a siete diferentes eras de la historia del mundo, y las acciones hechas en el pasado afectan eventos del futuro. A lo largo del juego se encontrarán nuevos aliados, completarán aventuras periféricas y buscarán importantes villanos. El viaje a través del tiempo se realiza mediante portales y pilares de luz llamados portales temporales, como también por medio de una máquina del tiempo llamada Epoch. El juego también admite una opción llamada New Game + (Juego nuevo +): luego de completar el juego, el jugador puede volver a empezarlo con datos de la sesión anterior. Los niveles de los personajes, las técnicas aprendidas y el equipamiento con los ítems obtenidos se copian a la nueva sesión, mientras que se descarta el dinero adquirido y algunos elementos relacionados con la historia. Otro rasgo inusual de Chrono Trigger es que se puede completar sin el protagonista en el grupo, y que presenta múltiples finales. El progreso anterior a la batalla final determina cual de los trece finales —algunos con mínimas variaciones determinadas por pequeñas decisiones— obtendrá. Algunos de los finales solo pueden ser conseguidos en una sesión de New Game +, en la cual se puede retar al jefe final antes de lo permitido normalmente. Square posteriormente utilizó el mismo concepto de New Game + en otros títulos como Vagrant Story, Chrono Cross, Parasite Eve y Final Fantasy X-2.

## Trama

### Ambientación[16]
Chrono Trigger tiene 7 eras distintas de un planeta similar a la Tierra. Gracias a las puertas temporales y a su respectiva "la llave del tiempo", los personajes pueden viajar por el tiempo. Las eras son:
- Prehistoria: Ambientado en el 65 000 000 a. C., es un lugar donde viven los cavernícolas, dinosaurios y Reptites. Ayla pertenece a esta época.
- Antigüedad: Ambientado en el 12 000 a. C, es un lugar cubierto de hielo en donde las criaturas mágicas viven en el cielo. Los humanos se quedan en las cuevas debido a la gran ventisca. Magus, Melchior, Gaspar y Baltazar pertenecen a esta época.
- Edad Media: Ambientado en el 600 del reino de Gardia, los humanos se enfrentaron a muerte contra los monstruos del clan Mystics. Glenn, ahora Frog, pertenece a esta época. Magus fue transportado a esta época por culpa de Lavos.
- Presente: Ambientado en el 1000 del reino de Gardia, es el lugar de la feria milenaria. Crono, Lucca y Marle pertenecen a esta época. Melchior fue transportado a esta época por culpa de Lavos.
- Cataclismo: Ambientado en 1999 del reino de Gardia, los humanos empezaron a construir bases militares, carreteras asfaltadas, grandes industrias y enormes ciudades. Lavos surge de la Tierra y destruye todo lo que se encuentra a su paso.
- Futuro: Ambientado en el 2300, se encuentra la extrema pobreza, el genocidio de humanos por parte de robots y algunas ciudades abandonadas. Baltazar fue transportado a esta época por culpa de Lavos. Lucca reactiva uno de los robots abandonados cuyo N.º de serie es R-66Y y Marle la renombró a "Robo".
- Fin de los tiempos: Ambientado en el año {\displaystyle \infty }, es una distorsión espaciotemporal. Gaspar fue transportado a esta época por culpa de Lavos. Se puede enfrentar a Spekkio para obtener objetos valiosos. Cuando hay más de 3 personajes intentando entrar a uno de los portales, son redirigidos a esta época.

Además de los portales, existe una nave llamada "Epoch", que puede acceder a todas las épocas sin necesidad de ir al fin del tiempo ni de entrar a uno de los portales.

### Personajes
Los siete personajes jugables de Chrono Trigger provienen de diversas épocas de la historia del juego. El juego se inicia en el año 1000 d. C., con Crono, Marle y Lucca. El protagonista principal del juego es Crono, quien toma su nombre de Chronos, el padre tiempo en la mitología griega. Es un protagonista silencioso, caracterizado por no hablar en ningún momento del juego, exceptuando unas líneas en uno de los finales. Es un valiente y temerario joven con experiencia en el manejo de la katana. Marle es en realidad la princesa Nadia del reino de Gardia: una joven activa y aventurera, que frecuentemente tiene problemas con su padre, el rey. Lucca, por su parte, es una genio de la mecánica que —más a gusto entre máquinas que entre personas— tiene pocos amigos aparte de Crono. Tiene un apasionado interés por la ciencia, alimentado por un accidente que le costó las piernas a su madre varios años atrás (cosa que también cambia según las decisiones que tomes), y su casa está llena de maquinaria y equipos de laboratorio. Del año 2300 d. C. proviene Robo, un robot con una agradable y curiosa personalidad, inicialmente creado para asistir a los humanos. Un desastre a escala mundial en el 1999 d. C. lo desactivó e hizo que olvidara su misión inicial, pero, luego de que Lucca lo reparara, se unió al grupo lleno de gratitud.
Del otro lado del espectro histórico del juego es originaria Ayla, una mujer prehistórica oriunda del 65 000 000 a. C. Feroz, confiada y tremendamente fuerte en el combate. Ayla es la jefa de aldea Ioka, y ha liderado a su gente en la guerra contra los Reptites, dinosaurios humanoides que buscan el dominio del planeta sobre la raza humana; su nombre hace referencia a la protagonista de la saga de novelas de Los hijos de la tierra, basada en la Edad de Piedra. Finalmente, del 600 d. C. provienen Frog, el paladín anfibio, y Magus, el mago oscuro que es originario del 12000 a. C., donde nació y vivió sus primeros años. Frog es en realidad un joven llamado Glenn, que se desempeñaba como escudero. Su cuerpo fue transformado en el de una rana humanoide por Magus durante un ataque del mago oscuro a Cyrus, el caballero al que acompañaba Glenn. Luego de que Magus matara a Cyrus y lo transformara a él en rana, Glenn cambió su nombre a Frog y dedicó su vida a proteger a la reina de Gardia y a tratar de vengar a su amigo Cyrus tomando la vida de Magus. Se le representa como un ser caballeroso, pero que permanece atascado por la pena que le provoca su pasado. Magus es un poderoso hechicero proveniente del reino mágico de Zeal, del 12000 a. C., donde era en realidad Janus, hijo de la reina y príncipe del reino. Cuando aún era un niño, una distorsión temporal causada por Lavos destruyó su reino y lo envió al año 600 d. C., donde fue encontrado por una criatura llamada Ozzie. Tiempo después, Magus se convirtió en el líder de los Mystics, una raza de demonios e inteligentes humanoides que luchaban contra la humanidad en esa época. Magus desea venganza contra Lavos, y lucha por conocer el destino de su hermana Schala. Se lo representa como un personaje cínico y melancólico.
Lavos es el antagonista principal del juego, y por ende el más poderoso de todos. Es un parásito alienígena que llegó a la tierra en el año 65 000 000 a. C. Fue bautizado por Ayla, quien lo nombró de ese modo en su lengua antigua —La significando «fuego»; y Vos, «grande»—. Desde su llegada a la tierra, Lavos se dedicó a absorber la energía del planeta, y a controlar la evolución de los seres vivientes para su propio beneficio. Cuando Lavos es despertado en el año 12000 a. C. por la reina Zeal, causa un oleaje masivo que cambia por completo la forma del planeta, y acaba con el reino mágico de Zeal. En 1999 d. C., Lavos sale nuevamente a la superficie del planeta, devastándolo todo y dejando a los seres humanos que sobrevivieron en ruinas. En la batalla final, los protagonistas del juego deben derrotarlo en 3 formas distintas, empezando por su coraza exterior y pasando por su forma interna, para finalmente enfrentarse a su núcleo, que resulta ser una mezcla del ADN de casi todas las criaturas del planeta.

### Finales
El juego Chrono Trigger, desarrollado por Square en 1995, cuenta con 14 finales que se pueden desbloquear dependiendo del momento en el que el jugador enfrente y derrote a Lavos o el jugador sea derrotado por este.

### Historia
La historia de Chrono Trigger inicia durante la celebración de los 1000 años de fundación del reino de Gardia, a la cual asiste el protagonista del juego, Crono. Allí conoce a Marle, con quien hace amistad rápidamente, y juntos van a probar un dispositivo de teletransportación desarrollado por la amiga inventora de Crono, Lucca. Al intentar funcionar, la máquina reacciona con el collar que Marle lleva puesto; un misterioso portal se abre y absorbe a la joven, mas no al collar. Crono toma el collar y Lucca activa la máquina una vez más, enviando a Crono a través del mismo portal. El joven aparece en un bosque, y tras encontrar un pueblo cercano se da cuenta de que viajó 400 años al pasado. Crono encuentra a Marle en el castillo de Gardia; la chica le informa a Crono que la reina de la época, Leene, había desaparecido, y que un grupo de búsqueda la encontró a ella y —confundiéndola con la reina debido a su asombroso parecido— la llevó al castillo. Momentos después, Marle sufre de grandes dolores, y luego, se desvanece en el aire ante Crono. Lucca llega justo después, trayendo consigo un artefacto llamado "la llave del tiempo", que les permitirá abrir cualquier portal de tiempo cercano. Lucca concluye que Marle es realmente la princesa de Gardia en el año 1000 d. C., y que la muerte de su ancestro desaparecido causaría que ella no existiese debido a la paradoja del abuelo. Con la ayuda de una rana humanoide parlante llamada «Frog», Crono y Lucca descubren que la reina Leene fue secuestrada por los Mystics: criaturas demoníacas con inteligencia semi-humana gobernadas por el hechicero Magus. Juntos rescatan a la reina, y los tres jóvenes regresan a su época a través del portal del tiempo.
Al llegar de nuevo a su tiempo, Crono es capturado y llevado a juicio, acusado de secuestrar a la princesa. Crono es sentenciado a muerte, pero antes de ser ejecutado, se crea un alboroto en donde Crono escapa, incluyendo el rescate por Lucca y posterior destrucción del cañón dragón, y los jóvenes se reencuentran con Marle. Juntos escapan a un bosque cercano, donde tropiezan con un portal temporal activado por la llave de Lucca, y son transportados a una época futura. Allí se sorprenden al encontrar un mundo devastado lleno de ruinas de avanzada tecnología. Al investigar una estructura en forma de cúpula, descubren una grabación que muestra la destrucción del manto planetario, causada por una criatura llamada Lavos, que había estado habitando bajo la superficie hasta el año 1999 d. C. Determinados a detenerlo antes de que destruya el mundo, el grupo reactiva a un robot del futuro llamado Robo y —a través de otro portal temporal— llegan al Fin del tiempo, donde encuentran a un enigmático anciano que les explica que, debido a una distorsión en el continuum espacio-tiempo, es imposible viajar a través del tiempo en grupos de más de 3 personas, y que quienes lo intentan llegan al Fin del tiempo. Además, les muestra varios portales que permiten el acceso a todas las eras de importancia en el juego.
Crono y sus amigos regresan al 1000 d. C., y se enteran de que, al parecer, fue Magus quien creó a Lavos durante la Edad Media. Viajan entonces nuevamente al 600 d. C., donde se enteran de que necesitan obtener una espada para poder derrotar a Magus, pero que solo el héroe legendario puede blandir dicha arma; los diseñadores del juego bautizaron la espada con el mismo nombre de un mítico herrero de katanas y espadas japonés: Masamune. El grupo encuentra la hoja de la espada, que está rota, deduciendo que Frog es el héroe legendario y enterándose de que, extrañamente, el arma fue forjada por Melchior, un herrero de la época de Crono. En el 1000 d. C., Melchior les informa que para reparar la Masamune es necesario conseguir algo de la piedra onírica, una roca que solo existió en los tiempos prehistóricos. El jugador debe guiar a los aventureros al 65 000 000 a. C., donde conocen a una mujer llamada Ayla, quien les entrega un poco de la piedra onírica luego de que Crono la venciese en un concurso de bebida. Melchior repara la hoja, y el grupo convence a Frog de ayudarlos a ir al castillo de Magus para usar la Masamune contra él.
Dentro del castillo, deben luchar contra un ejército de Mystics y sus generales —Ozzie, Flea y Slash, quienes fueron bautizados por los diseñadores del juego en referencia a tres famosos músicos de la época en que se creó el juego: Ozzy Osbourne, Flea y Slash— antes de enfrentarse con Magus mismo, quien estaba conjurando un hechizo que invocaba a Lavos. Luego de ser derrotado, Magus revela que no fue él quien lo creó sino que simplemente estaba tratando de convocarlo, y que la criatura yacía dentro del planeta, absorbiendo su energía. La interrupción del hechizo abre un portal temporal masivo que traga al castillo con todos dentro. Crono y sus amigos despiertan nuevamente en el 65 000 000 a. C., y no encuentran rastro alguno de Magus. Tras ayudar a Ayla a finalmente derrotar a los «Reptites» —reptiles humanoides que buscaban la extinción humana— dentro de su fuerte principal, los héroes presencian la llegada de Lavos desde el espacio. Al descubrir un nuevo portal temporal en el cráter dejado por el impacto de la llegada de Lavos, el grupo visita el antiguo e iluminado reino de Zeal, en el 12000 a. C. El reino había descubierto a Lavos recientemente; Zeal, la emperatriz, mandó a construir una máquina para absorber la energía de la criatura. Un misterioso profeta de la reina Zeal advierte a esta de la llegada de los aventureros, y estos son forzados a regresar al 65 000 000 a. C. antes de cerrar el portal por el cual los expulsaron. Incapaces de regresar a Zeal, se dirigen al fin del tiempo en busca de consejo, y allí se enteran de la existencia de las "Alas del tiempo", una máquina del tiempo. Al localizar la máquina en el 2300 d. C., la rebautizan como Epoch —del inglés Epoch (y a su vez del griego epokhé, «εποχήé»), que quiere decir era o época—, y regresan al 12000 a. C., donde descubren que el "palacio del océano" pronto será activado. El grupo intenta detener a la reina, pero fracasa y Lavos despierta. En ese momento, el profeta misterioso revela ser Magus e intenta destruir al alienígena, pero es derrotado, y todos sus poderes son absorbidos. Intentando salvar la vida de sus compañeros, Crono se enfrenta a la criatura, pero muere y su cuerpo es vaporizado. Lavos destruye el reino entero, y su poder causa que se formen varios portales del tiempo; enviando a varias personas a diversas épocas. Antes de que Magus y el resto del grupo sean asesinados, Schala, princesa de Zeal, los transporta fuera del palacio hasta el último asentamiento humano que queda, quedándose ella atrás. Sin embargo, los lamentos duran poco antes de que Dalton, un exlíder de seguridad del reino, llegue a la aldea y se autoproclame soberano del mundo. Tras haber salvado la "Ave negra" —una muy vistosa nave— de la destrucción, recluye al grupo dentro de ella y despega. Además, incauta la Epoch y hace que sus secuaces le implementen la capacidad de volar. Los aventureros pronto escapan y derrotan a Dalton en una batalla sobre la rediseñada Epoch, la cual usan para accidentalmente destruir la "Ave negra" durante la fuga. Afligidos por la muerte de Crono, se encuentran con Magus, quien les revela que en realidad es Janus Zeal, y que creció durante la Edad Media bajo la tutela de Ozzie, esperando su oportunidad para vengarse de Lavos. Además, le ofrece al grupo la oportunidad de arreglar su disputa en una batalla final y les informa que Gaspar podría ayudarlos a traer a Crono de regreso. Si el jugador se niega a luchar, él se une al grupo. Al visitar de nuevo al viejo que vive en el fin del tiempo, descubren que es Gaspar, transportado allí durante la destrucción de Zeal. Es él quien les da un dispositivo con forma de huevo llamado Chrono Trigger, lo que les permite viajar en el tiempo de forma especial. Pronto, siguiendo sus instrucciones, lo utilizan para visitar el momento exacto de la muerte de Crono y retirarlo antes de que sea asesinado cambiándolo por un muñeco exactamente igual a Crono que ganas en la fiesta del 1000 d. C.
Con el equipo completo de nuevo, el grupo visita nuevamente a Gaspar, quien les relata sobre diversos problemas que afectan al mundo a través de las eras. Les sugiere participar y resolver estas problemáticas opcionales a la línea obligatoria del juego, diciéndoles que quizás les ayude a prepararse para la pelea final contra Lavos. Luego de viajar al 600 d. C., derrotan a una criatura llamada «Retinite», que provocó que un bosque se convirtiese en desierto. Robo se queda para pasar los siguientes siglos trabajando y manteniendo la tierra para ayudar a cultivar el bosque y asegurar su supervivencia. Al regresar al 1000 d. C., encuentran y reactivan al robot, y todos celebran un fogón en el bosque, donde filosofan sobre los portales temporales y especulan sobre si en realidad son creados por Lavos o por otra entidad que desea que ellos viajen en el tiempo para realizar un propósito determinado. Luego de quedarse dormidos, aparece un misterioso portal rojo, al cual entra Lucca. Al regresar al 990 d. C., tiene la oportunidad de salvar a su madre del accidente que le costó sus piernas. El incidente provocó que la Lucca joven se interesara por la maquinaria para poder evitar que sucedan más accidentes. En el 600 d. C., deben enfrentarse con lo que quedaba del antiguo ejército de Magus. Sus antiguos generales, dándose cuenta de que él solo estaba utilizando a los Mystics, los atacan, pero mueren tras ser derrotados. En el 2300 d. C., su viaje los lleva a la planta donde fue construido Robo. Allí descubren que la programación de la inteligencia artificial de su creador, Mother Brain (Cerebro madre), ha sido corrompida, y que está utilizando el lugar como planta de exterminio de humanos. Robo debe entonces, muy a su pesar, destruir a su creador y a su amiga, también reprogramada, Atropos, apagando el sistema de las instalaciones. Nuevamente en el 1000 d. C., se enteran de que el fantasma de Cyrus, el caballero amigo de Frog, estaba apareciendo en unas antiguas ruinas cerca de un pueblo. Frog visita la tumba que había construido para él, y ayuda a su amigo a encontrar paz, incluso si no acabó con Magus.
En otro viaje, el grupo se embarca en busca de la "Piedra solar", un artefacto mítico usado durante algún tiempo como fuente de poder en Zeal. La localizan en una fortaleza perdida del reino, desarraigada del lecho marino en el 2300 d. C., pero descubren que sus poderes se habían agotado. La llevan entonces al 65 000 000 a. C., y la dejan en un templo solar para que recargue su energía con el paso de millones de años. Sin embargo, al volver al futuro descubren que la piedra fue robada en el 1000 d. C. Para poder sonsacársela a su captor, el codicioso alcalde de Porre, viajan al 600 d. C. para enseñarle sobre la caridad a su ancestro al darle comida a él y a su esposa. Con la "piedra solar" segura, pronto descubren otro artefacto legendario en el 600 d. C., la "Concha Arcoíris". Esta se encuentra en los restos subterráneos del fuerte de los Reptites —preservado desde su destrucción en el 65 000 000 a. C.—, pero es demasiado pesada para poder retirarla por sí solos, por lo que piden ayuda al rey Gardia XXI, quién la guarda en su castillo. Sin embargo, cuando el grupo regresa al 1000 d. C., se encuentran con que el padre de Marle, el rey Gardia XXXIII, está siendo enjuiciado por su propio canciller por supuestamente haber intentado vender la "Concha arcoíris", una reliquia real. Crono y sus compañeros pronto revelan públicamente que el canciller era un impostor de los Mystics, lo derrotan y ayudan a Marle y a su padre a dejar sus diferencias de lado.
Finalmente, los aventureros se infiltran en el resurgido palacio del océano —ahora conocido como Profecía Oscura— donde la reina Zeal todavía vive luego de haber sobrevivido a la destrucción de su reino y convertirse en marioneta del poder de Lavos. El grupo derrota a la corrupta reina y destruye la máquina Mammon, que se encontraba en el corazón del palacio, lo que provoca la desintegración de todo el recinto. A todo esto sigue la confrontación final con Lavos mismo, en la cual deben primero penetrar la coraza de la criatura. Una vez dentro descubren que Lavos había estado cosechando el ADN del planeta mientras absorbía la energía producida. Finalmente se enfrentan con su verdadera forma, resultado de la manipulación genética, a la cual destruyen.
Chrono Trigger posee varios finales distintos. El final del juego que se obtiene depende de en qué momento de la historia del juego el jugador derrota a Lavos; además, diferentes elecciones y decisiones pueden producir algunas variaciones menores. La primera vez que se completa el juego, los miembros del grupo se despiden durante la última noche de la Feria del Milenio y regresan a sus respectivas eras. Además, si Magus se había unido al equipo, les revela que planea buscar a su hermana perdida, Schala. Si Epoch no fue destruido durante el ataque a Lavos, la madre de Crono accidentalmente entra al portal temporal de la feria justo antes que este se cierre, causando que Crono, Marle y Lucca despeguen en la Epoch hacia otra aventura para encontrarla, mientras los fuegos artificiales iluminan el cielo nocturno.
Desde Nintendo DS, tras completar los 3 vórtices interdimensionales, se encuentra otro acceso que solo se puede entrar a pie. La opción del cartel cambia a 3, pudiendo ser "Acceso al cataclismo" (ruta original), quedarse en el fin del tiempo, o ir a la "ruta desconocida". Si opta por esa ruta, los personajes se topan con Magus accediendo a otra puerta temporal. Esa puerta conduce a una versión fatal de Lavos controlando esta vez a Schala llamado "Devorasueños". Durante la batalla, todos los personajes son eliminados pero Schala despierta y expulsa a todos los personajes a sus eras correspondientes, pero como Magus sigue en batalla y antes de que sea derrotado por "Devorasueños", Schala expulsa a Magus al año 600, del reino de Gardia, borrando la memoria en el proceso. Además, la primera vez que aparece la "profecía oscura", se activa dos portales del "Santuario perdido", uno por cada época, en donde los Reptites son perseguidos por monstruos más fuertes y el objetivo es rescatarlos.

### El Chrono Trigger
El «Chrono Trigger» (también conocido como el «Huevo del Tiempo») es un pequeño dispositivo que controla el devenir de los acontecimientos. Como el gurú Gaspar explica, el «Chrono Trigger» tendrá un efecto equivalente al esfuerzo que uno ejerza en su uso; ni más, ni menos. Crono, quien muere a manos de Lavos en 12000 a. C., queda atrapado en el continuum espacio-tiempo y sus amigos ponen todo su esfuerzo en revivirlo —o mejor dicho, en evitar que muera—.
El artefacto, después de haber recibido estos sentimientos, se activa y trae a Crono de vuelta a la vida. Sin embargo, debe de aclararse que este evento es totalmente opcional y afecta al final del juego dependiendo de la elección del jugador. Durante la historia de Chrono Cross, secuela directa del este título, se explica que el término Chrono Trigger hace referencia a cualquier cosa que tiene el poder de cambiar el curso de la historia.

## Desarrollo
Chrono Trigger fue producido por Kazuhiko Aoki y dirigido por Akihiko Matsui, Yoshinori Kitase y Takashi Tokita. El desarrollo del juego fue supervisado por Hironobu Sakaguchi, productor y creador de la saga Final Fantasy, y Yuuji Horii, director y creador de la saga Dragon Quest. Yuuji Horii trabajó en el esbozo general de la historia; como fanático de las ficciones de viajes en el tiempo, tales como la serie de televisión El Túnel del Tiempo, se centró en dicho tema para Chrono Trigger. Dicho esbozo fue subsecuentemente editado y terminado por Masato Kato, que escribió todos los acontecimientos de la era 12.000 a. C. del juego. Finalmente, Yoshinori Kitase y Takashi Tokita crearon los diversos subescenarios.
Los personajes del juego fueron diseñados por Akira Toriyama, creador del manga Dragon Ball y conocido también por sus trabajos en la saga Dragon Quest. Entre los demás diseñadores que participaron en el desarrollo, se destacan Tetsuya Takahashi como director gráfico, y Yasuyuki Honne, Tetsuya Nomura, y Yusuke Naora, entre otros, como diseñadores de gráficos espaciales. El lanzamiento japonés del juego incluyó una serie especial de arte exhibido en el final primario. La versión norteamericana fue creada antes de que se agregaran estas características, y contiene otros vestigios del temprano desarrollo del juego que fueron eliminados en la edición japonesa —tales como la canción Montañas Cantantes, suprimida junto a su epónimo calabozo prehistórico. Nintendo censuró cierto diálogo, que incluía referencias al amamantamiento, al consumo del alcohol y a la religión. Se le dieron cerca de treinta días al traductor Ted Woolsey para adaptar el juego para las audiencias inglesas, y parte de su trabajo fue cortado debido a falta de espacio. Posteriormente, los fanáticos terminaron de traducirlo completamente, publicándolo en pequeños lanzamientos acompañados de anotaciones que resaltaban diferencias vitales.

## Música
La banda sonora de Chrono Trigger fue compuesta principalmente por Yasunori Mitsuda, con contribuciones del veterano compositor de la saga Final Fantasy, Nobuo Uematsu, y una pista compuesta por Noriko Matsueda. Siendo un programador de sonido en ese momento, Mitsuda estaba descontento con su paga y amenazó con dejar Square si no podía componer música. Hironobu Sakaguchi sugirió que intentará con Chrono Trigger y comentó: "tal vez tu salario suba". Mitsuda compuso nueva música y se basó en una colección personal de piezas compuestas durante los dos años anteriores. Reflexionó: "Quería crear música que no encajara en ningún género establecido ... música de un mundo imaginario. El director del juego, Masato Kato, era mi amigo íntimo, por lo que siempre hablaba con él sobre el escenario y la escena antes de empezar a escribir ". Mitsuda durmió en su estudio varias noches y atribuyó ciertas piezas, como el tema final del juego, To Far Away Times, a sueños inspiradores. Más tarde atribuyó esta canción a una idea que estaba desarrollando antes de Chrono Trigger, reflejando que la melodía se hizo en dedicación a "cierta persona con quien [él] quería compartir una generación". El también trato de usar Leitmotivs de Chrono Triggrt como tema principal para crear una sensación de coherencia en la banda sonora. Mitsuda escribió que cada melodía duraría alrededor de dos minutos antes de repetirla, algo inusual para los juegos de Square en ese momento. Mitsuda sufrió un daño del disco duro perdiendo alrededor de cuarenta pistas en progreso. Después de que Mitsuda contrajera úlceras de estómago, Uematsu se unió al proyecto para componer diez piezas y terminar la partitura. Mitsuda regresó para ver el final con el personal antes del lanzamiento del juego, llorando al ver la escena terminada.

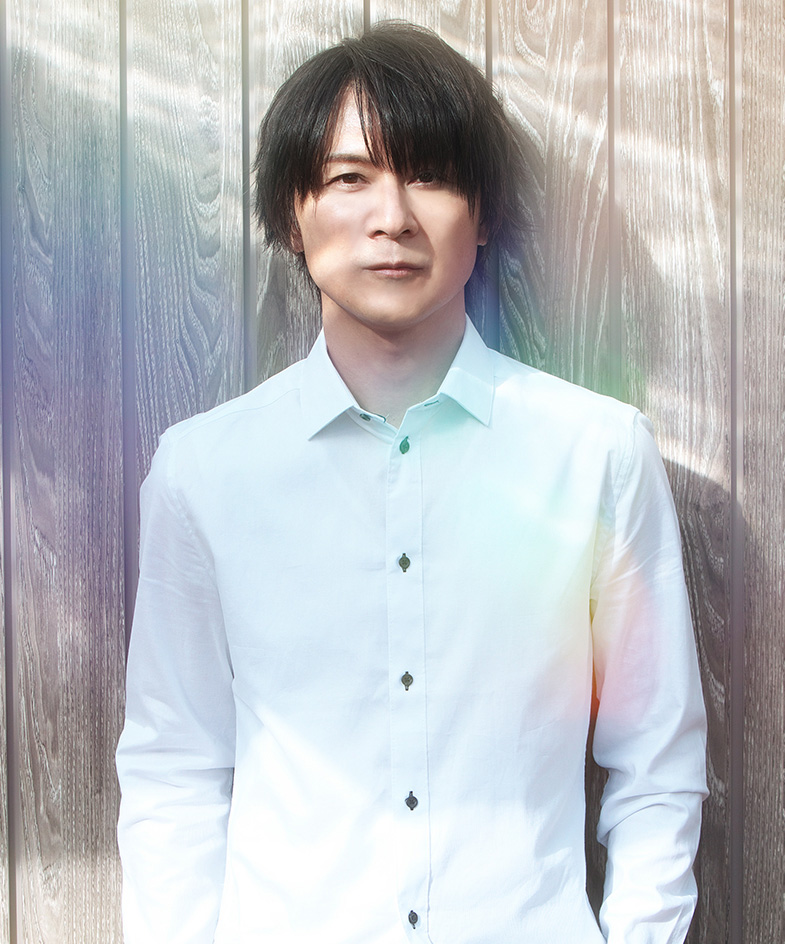
Yasunori Mitsuda compuso la mayor parte de la música Chrono Trigger y posteriormente serviría como compositor de Chrono Cross.

En el momento del lanzamiento del juego, la cantidad de pistas y efectos de sonido no tenía precedentes: la banda sonora tenía tres discos en su edición comercial de 1995. Square también lanzó un arreglo de Acid jazz de un disco llamado "The Brink of Time" de Guido ese año. The Brink of Time surgió porque Mitsuda quería hacer algo que nadie más estaba haciendo, y notó que el acid jazz y sus géneros relacionados eran poco comunes en el mercado japonés. Mitsuda considera a Chrono Trigger un juego histórico que ayudó a madurar su talento. Si bien Mitsuda más tarde sostuvo que la pieza del título era "tosca en los bordes", sostiene que tuvo "una influencia significativa en [su] vida como compositor". En 1999, Square produjo otra banda sonora de un disco para complementar el lanzamiento de Trigger para PlayStation, con pistas orquestales utilizadas en las escenas cinemáticas. Tsuyoshi Sekito compuso cuatro piezas nuevas para las características adicionales del juego que no estaban incluidas en la banda sonora. Algunos fanáticos estaban disgustados por la ausencia de Mitsuda en la creación del port, cuyos instrumentos a veces diferían audiblemente de los del juego original. Mitsuda hizo arreglos de la música de la serie Chrono para Play! conciertos de música de videojuegos, que presentan el tema principal, Frog's Theme y To Far Away Times. Trabajó con Square Enix para asegurarse de que la música de la Nintendo DS sonara más cercana a la versión de Super NES. Mitsuda alentó a los niños contemporáneos a emitir comentarios sobre la banda sonora del juego (que pensó que esperarían "partituras sinfónicas completas a todo volumen por los altavoces"). Los fanáticos que preordenaron Chrono Trigger DS recibieron un disco de música especial que contenía dos arreglos orquestales de la música de Chrono Trigger dirigida por Natsumi Kameoka; Square Enix también realizó un sorteo de premios al azar para dos copias firmadas de la partitura de Chrono Trigger. Mitsuda expresó dificultad para seleccionar la melodía del popurrí orquestal, y finalmente eligió una melodía de cada época y ciertos temas de los personajes. Mitsuda escribió más tarde:

Siento que la forma en que interactuamos con la música ha cambiado mucho en los últimos 13 años, incluso para mí. Para bien o para mal, creo que sería extremadamente difícil crear algo tan "poderoso" como lo hice hoy hace 13 años. Pero en cambio, todo lo que he aprendido en estos 13 años me permite componer algo mucho más complejo. Para ser perfectamente honesto, me cuesta creer que las canciones de hace 13 años sean tan amadas. Teniendo estos sentimientos en mente, espero seguir componiendo canciones que sean poderosas, pero intrincadas... Espero que los extras como este CD extra ayuden a expandir el mundo de Chrono Trigger, especialmente desde que hicimos una grabación en vivo. Espero que haya otra oportunidad de lanzar un álbum de este tipo algún día.

La música del juego fue interpretada en vivo por la Orquesta Sinfónica de Tokio en 1996 en el Orchestral Game Concert en Tokio, Japón. Un conjunto de música que incluye Chrono Trigger es parte de la gira mundial PLAY! A Video Game Symphony, donde Mitsuda asistió al estreno mundial del concierto en Chicago el 27 de mayo de 2006. Su suite de música de Chrono, que comprende "Reminiscence", "Chrono Trigger", "Chrono Cross ~ Time's Scar", "Frog's Theme ", y" To Far Away Times ". Mitsuda también ha aparecido con la Orquesta Sinfónica Eminence como invitado especial. En la Video Games Live también han participado medleys de Chrono Trigger y Chrono Cross. Una mezcla de música de Chrono Trigger hecha de una de las cuatro suites de los conciertos Symphonic Fantasies en septiembre de 2009, que fue producida por los creadores de la serie Symphonic Game Music Concert, dirigida por Arnie Roth. Square Enix relanzó la banda sonora del juego, junto con una entrevista en video con Mitsuda en julio de 2009.
La banda sonora del juego se ha remezclado varias veces por los fanáticos desde el lanzamiento del título, con más de 300 tributos y varios álbumes de interpretaciones musicales vendidos en tiendas. Algunos ejemplos importantes son Time & Space - A Tribute to Yasunori Mitsuda y Chrono Symphonic. Este último fue lanzado por OverClocked ReMix, un sitio web dedicado a las mezclas de canciones, y esperaba brindar una musicalización orquestal a una hipotética película sobre Chrono Trigger. Adicionalmente, un equipo de producción de hip hop llamado Compromised creó un álbum de pop llamado The Chrono Trigger Mixtape, Vol. 1, producido mezclando trozos a capela de canciones de rap con las mezclas instrumentales de Chrono Trigger. Los aficionados japoneses frecuentemente venden sus mezclas en álbumes compilatorios, bautizados como dōjin por los fanes occidentales.

## Recepción y crítica
Chrono Trigger ha vendido más de 2,36 millones de copias en Japón y 290 000 en el exterior. Las primeras dos millones de copias vendidas en Japón fueron entregadas en solo dos meses. El juego también tuvo un éxito sustancial en su lanzamiento en Estados Unidos, y su relanzamiento como parte del paquete Final Fantasy Chronicles para la PlayStation estuvo en la cima de las listas de ventas de PlayStation de NPD por más de seis semanas. Esta versión fue relanzada nuevamente en 2003 como parte de la línea de "Grandes éxitos" de Sony, y, en estos últimos tiempos, Chrono Trigger ha quedado entre las listas de "los 100 mejores juego de todos los tiempos" en los tres sitios web multimedia de IGN. La primera vez, en 2002, salió en el 4° puesto, mientras que se situó en el 6° a principios de 2005. En la tercera lista, a finales de 2005, logró el 13° puesto, y por último escaló al 2° en la de 2006.
Chrono Trigger no solo fue un best-seller, sino que también fue bien recibido por la crítica. La revista Nintendo Power lo llamó «el juego más grande de Square»", citando sus mejoras en gráficos, sonido y jugabilidad frente a sus RPGs anteriores, mientras que la revista Oficial U.S. PlayStation Magazine lo describió como «original y extremadamente cautivante», expresando una respuesta particularmente favorable por sus gráficos, sonido e historia. Además, IGN comentó que «puede estar lleno de todos los clichés de RPG imaginables, pero Chrono Trigger consigue resaltar del resto» con «una [cautivadora] historia que no se toma a sí misma demasiado en serio [sic]» y «una de las mejores bandas de sonido de videojuegos jamás producidas».
Sin embargo, otros críticos, como el personal de los sitios web sobre videojuegos RPGfan y RPGamer, cuestionaron la longitud del juego, ya que es más corto que muchos otros en su género, y notaron que su nivel de dificultad era también bajo en comparación. Más allá de eso, sin embargo, estimaron el alto valor al volver a jugar el Chrono Trigger por sus múltiples finales, su modo de juego simple pero innovador y su historia "fantástica, pero no excesivamente compleja".
Además, el juego fue incluido en la lista de GameSpot de "The Greatest Games of All Time" ("Los mejores juegos de todos los tiempos"), lanzada en abril de 2006. También apareció en el puesto 28.º en la lista de "All Time Top 100" ("Los top 100 de todos los tiempos"), basada en una encuesta realizada por la revista japonesa Famitsu.
El 20 de agosto de 2011 apareció el primero en la lista de los 20 mejores RPG de los 90 de RPGFan.com. En 2012 la revista Forbes incluyó a la banda sonora de Chrono Trigger en la lista de las doce mejores soundtracks de videojuegos de todos los tiempos.
A diferencia de las otras versiones que fueron un éxito, la versión de Windows fue todo lo contrario: se ha detectado gran cantidad de errores en las texturas, una interfaz nada atractiva de la versión de teléfonos de 2011, filtros de sprites estéticamente intrusivos, pocas opciones para cambiar los gráficos y no era posible asignar teclas.

## Diferentes versiones
Unos meses antes del lanzamiento al mercado de Chrono Trigger, se dio una versión beta a los críticos de revistas y locales de juegos. Al ser una construcción sin terminar del juego, tenía numerosas diferencias con la versión final, como pistas musicales sin usar y un lugar llamado Montañas Cantantes. Los fanáticos curiosos exploraron posteriormente la imagen ROM a través de varios métodos, descubriendo dos sprites de personajes sin usar y algunas más para ciertos personajes no jugables. Esto ha llevado al rumor de que existía un octavo personaje jugador o que se había previsto para jugar, pero no hay evidencia alguna que apoye este alegato. El lanzamiento formal del juego —ahora comúnmente vendido en sitios de subastas— incluía dos mapas del mundo, y los compradores japoneses que lo habían pre-ordenado recibieron cartas holográficas. Este lanzamiento usaba un cartucho de 32 megabits con una RAM con baterías incluidas para las partidas guardadas, y no requería de ningún coprocesador especial. Esta versión se encuentra disponible desde 2011 en la consola virtual.
En 1999, en Japón, TOSE desarrolló y lanzó una versión de Chrono Trigger para la Sony PlayStation. Esta versión fue luego lanzada en 2001 en Estados Unidos —junto con una versión remasterizada de Final Fantasy IV— bajo el título de Final Fantasy Chronicles. En ella se incluían escenas anime creadas por el diseñador de personajes original, Akira Toriyama, y animadas por Toei Animation, además de varios bonus, accesibles luego de haber logrado varios finales del juego; una de las secuencias de video muestra al final la boda de Crono y Marle, y adicionalmente un curioso detalle añadido: Lucca encontrando a Kid, personaje de la secuela Chrono Cross. Esta versión de Chrono Trigger para la Sony Playstation fue un gran éxito tanto en su versión estándar japonesa, como también como parte de la recopilación Final Fantasy Chronicles, convirtiéndose en un "Greatest Hits" en Playstation y como contenido descargable para PSP, PS3, PS4 y PSVita. Más allá de las escenas animadas de estilo anime agregadas para esta versión, el juego es idéntico a la versión de SNES. Lo único que fue un tanto criticable fueron los tiempos de carga que aparecían en el juego. Aun así la versión de PlayStation fue aclamada por la crítica y agradecida por los fanes por contar con una versión más completa.
En un comunicado de prensa del día miércoles 2 de julio de 2008, Square-Enix anunció el lanzamiento de una versión de Chrono Trigger para Nintendo DS, confirmando la salida del juego para finales del año 2008 en Estados Unidos, añadiéndole además funcionalidad de juego inalámbrica y dos calabozos al clásico -Santuario perdido y vórtice interdimensional-, además de ofrecer nuevas opciones de juegos gracias a la pantalla doble y de funcionalidad Touch Screen integrada en la Nintendo DS según el comunicado de la prensa y en una página no oficial de fanes de la saga. Sin contar con la traducción por fan, la versión norteamericana fue retraducida por Tom Slattery. Esta versión incluye un nuevo acceso que activa los eventos de Chrono Cross. Uno de los accesos del vórtice interdimensional usa la canción de Montañas Cantantes, escenario inexistente en antiguas versiones.
En 2011, Chrono Trigger fue lanzado en teléfonos móviles en Japón. El 8 de diciembre de 2011, se lanzó la versión de iOS. El juego se basó en Nintendo DS, pero con gráficos optimizados para iOS. 2 días antes de Halloween del 2012, se ha lanzado la versión de Android. El 27 de febrero de 2018, ambas plataformas usaron funciones de la versión de Windows, incluyendo los videos que no se instalaron en el lanzamiento inicial.
El mismo día, Chrono Trigger fue lanzado sin aviso para PC. Esta versión incluye las funciones de Nintendo DS, los gráficos de iOS y Android, soporte para teclado, ratón y joysticks, y funciones de guardado automático, además de contenido adicional. El punto malo del juego es la interfaz que fue adaptada para pantalla táctil, malos gráficos, gran cantidad de errores, y fallas al asignar teclas al teclado y mandos. En su respuesta, Square Enix revirtió los gráficos a los originales de Nintendo DS, además de prometer una actualización a la interfaz.

## Legado

### Secuelas
Chrono Trigger inspiró una variedad de secuelas y derivajes. En 1996 se lanzó un OVA de 16 minutos de duración titulado Nuumamonja: Time and Space Adventures. Adicionalmente, otros tres títulos fueron lanzados para la Satellaview en 1995, y un cuarto en 1996. Los primeros tres fueron Chrono Trigger: Jet Bike Special, un videojuego de carreras basado en un minijuego del original; Chrono Trigger: Character Library, el cual presentaba perfiles de los personajes y monstruos del juego; y Chrono Trigger: Music Library, una colección de música de la banda sonora del juego. Los contenidos de Character Library y Music Library fueron posteriormente incluidos como extras en el relanzamiento para PlayStation de Chrono Trigger.
El cuarto título, Radical Dreamers: Nusumenai Hōseki, es una historia paralela a Chrono Trigger creada para resolver una subtrama inconclusa de su predecesor. El juego era una corta aventura conversacional que dependía de gráficos mínimos y su música ambiental. Nunca tuvo un lanzamiento oficial fuera de Japón, pero fue posteriormente traducido por fanáticos al inglés. Para formar las primeras secuencias de la más conocida secuela para PlayStation, Chrono Cross, los elementos de su trama, incluyendo personajes y escenarios, fueron luego adaptados. Consecuentemente, Radical Dreamers: Nusumenai Hōseki fue removido de la continuidad principal de la saga y en Chrono Cross se le refirió como una dimensión alternativa.
No hay planes para realizar otros títulos en la saga, a pesar de que en 2001 Hironobu Sakaguchi declaró que el equipo de desarrollo de Chrono Cross quería hacer un nuevo juego de la saga Chrono y que se estaban considerando ideas para el guion. Ese mismo año, Square peticionó una marca registrada para los nombres Chrono Break y Chrono Brake en los Estados Unidos y en Japón, respectivamente. Sin embargo, la primera fue dada de baja en 2003. Durante una entrevista en Cubed3 el 1 de febrero de 2007, el vicepresidente de Square Enix, Hiromichi Tanaka, dijo que a pesar de que no se tenía planeada ningún tipo de secuela de momento, todavía era posible alguna.

### Juegos creados por aficionados
Ha habido dos intentos notables por parte de los fanáticos de Chrono Trigger para hacer remakes extraoficiales de algunas partes del juego para PC con un motor de gráficos 3D. Los proyectos más prominentes, Chrono Resurrection (un intento de rehacer diez pequeñas escenas interactivas del juego) y Chrono Trigger Remake Project (un intento de rehacer el juego entero), fueron forzados a rescindir por Square Enix por medio de una orden de cesar y desistir.